# Ustka
Ustka (tyska: Stolpmünde) är en stad i Polen som 2001 hade cirka 17 100 invånare. Ustka ligger vid Polens kust mot Östersjön.

## Historia
Ustka fick stadsrättigheter 1935 och var innan andra världskriget en del av Preussen. Den 1 augusti 1945 blev staden polsk efter Potsdamkonferensen.

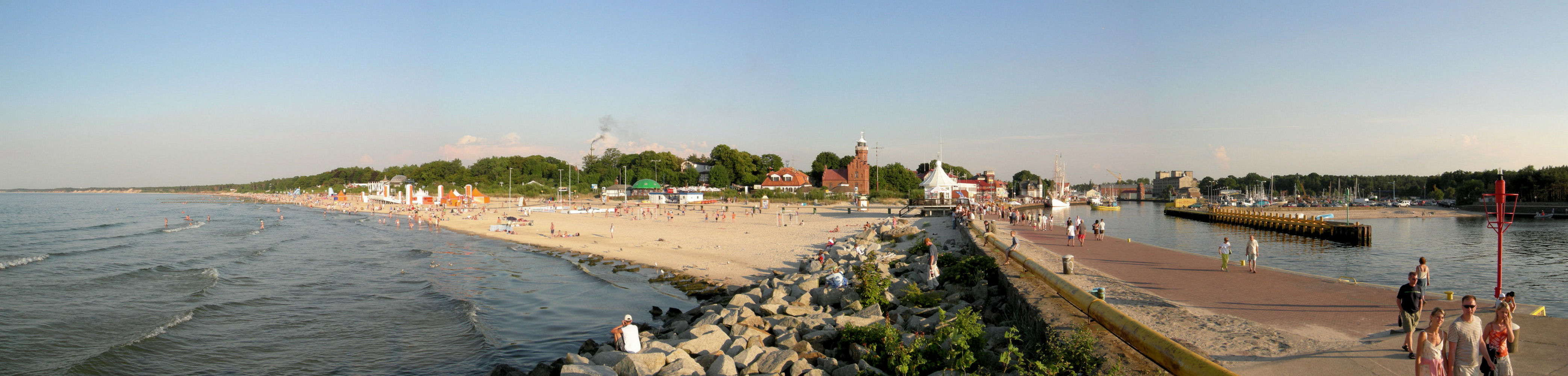
Panorama över Ustka.